# フランキー仲村
フランキー仲村（フランキーなかむら）は日本の俳優、声優。

## 略歴
- 1986年〜1998年に劇団☆新感線にて活動。
- 1990年にコント集団『激男富田林』結成。
- 1992年に『激富』と改名。座長であり、作・演出を手がけ現在に至る。また自身役者としてもテレビ、映画、舞台、ライブ、専門学校講師と幅広く活躍。外部演出も多数手がける。

## 出演作品

### テレビドラマ
- 斬・旋風剣乱刃行〜首獲らずの陣内〜（1997年、関西テレビ）
- オーライ（2000年3月11日、関西テレビ）
- ひとしずくの魔法（2001年11月25日、関西テレビ）　バイキング俳優・源五郎　役
- 時空警察ヴェッカーD-02（2002年2月14日、テレビ朝日）PHASE 4　宮本武蔵　役
- MAYA 真夜中の少女（2003年3月8日、BS日テレ）
- 剣龍記（関西テレビ）
- 喫茶隠れ家（2006年2月1日〜2006年2月22日、ケーブルウエスト）
- ソードブルジライヤ忍法帖（2008年10月28日・2008年11月4日、関西テレビ）1、2話

### 映画
- 燃えよピンポン（1999年5月3日、監督：三原光尋　リトル・モア）　野田源介　役
- プウテンノツキ（2001年12月8日、監督・編集：元木隆史　ビターズ・エンド/スリーピン sleepin'）　サラリーマン　役
- オーライ（2001年9月15日、監督・脚本：安田真奈　カーニバル・フィルムズ）　店員　役
- 美少女探偵団〜飛鳥からの風〜（2003年5月17日、監督：亀井弘明　エンゲル）
- 幸福(しあわせ)のスイッチ（2006年10月14日、監督・脚本：安田真奈　東京テアトル）

### 舞台
- 秀吉死す!
- 夏嵐〜げらん〜

他多数

### ゲーム
- 幕末浪漫 月華の剣士（暁武蔵）
- 幕末浪漫第二幕 月華の剣士（暁武蔵）※NEO・GEO-CD※DC
- 武力 〜BURIKI ONE〜（パトリック・ファン・ヒディング）

### CD
- 幕末浪漫 月華の剣士
- 武力 BURIKI・ONE in TOKYO WORLD GRAOOLE TOURNAMENT'99